# Praekogia

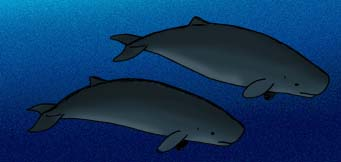
Reconstrucción de Praekogia cedrosensis

Praekogia es un género extinto de cetáceos de la familia Kogiidae que existió durante el Mioceno y contiene una especie: P. cedrosensis . Se han encontrado fósiles en México (Baja California).